# Dalilah Muhammad
Dalilah Muhammad (* 7. Februar 1990 in New York City) ist eine US-amerikanische Hürdenläuferin, die sich auf die 400-Meter-Distanz spezialisiert hat. Sie wurde über diese Strecke Olympiasiegerin und Weltmeisterin und stellte mehrmals einen Weltrekord auf.

## Leben
Muhammad siegte 2007 bei den Jugendweltmeisterschaften in Ostrava, 2009 wurde sie US-Juniorenmeisterin und panamerikanische Vizejuniorenmeisterin. 2013 fuhr sie als US-Meisterin zu den Weltmeisterschaften in Moskau und gewann dort die Silbermedaille. Ihre erste Goldmedaille gewann Muhammad, als sie bei den Olympischen Spielen in Rio de Janeiro 2016 über 400 Meter Hürden mit einer Zeit von 53,13 s ins Ziel kam. Bei den Weltmeisterschaften 2017 lief sie wie bereits vier Jahre zuvor zu Silber.
Muhammad gewann bei den US-Meisterschaften 2019 in Des Moines über die 400 Meter Hürden und stellte dabei mit 52,20 s einen neuen Weltrekord auf. Später im Jahr gewann sie bei den Weltmeisterschaften in Doha ihr erstes WM-Gold mit erneutem Weltrekord. Sie siegte in 52,16 s im Duell gegen ihre Landsfrau Sydney McLaughlin, die in 52,23 s die drittschnellste je gelaufene Zeit auf dieser Strecke erzielte. Bei den Olympischen Spielen 2021 lief Muhammad im finalen Wettkampf ihrer Disziplin in 51,58 s auf den zweiten Platz. Sie lief damit eine persönliche Bestzeit, die auch ein Weltrekord gewesen wäre, wäre Sydney McLaughlin im selben Finalrennen nicht einen neuen Weltrekord gelaufen.
Mit der 4-mal-400-Meter-Staffel gewann sie zusammen mit Sydney McLaughlin, Athing Mu und Allyson Felix in 3:16,85 min die Goldmedaille.
Bei den Weltmeisterschaften 2022 in Eugene lief sie mit 53,13 s hinter der erneut Weltrekord laufenden Sydney McLaughlin und der Holländerin Femke Bol auf den dritten Platz.

## Persönliche Bestzeiten
- 100 m: 11,42 s, 4. Mai 2013, Los Angeles
- 200 m: 23,35 s, 30. März 2019, Palo Alto
- 400 m: 50,60 s, 16. Juni 2019, Chorzów
- 60 m Hürden (Halle): 8,23 s, 2. März 2012, Fayetteville
- 100 m Hürden: 13,33 s, 26. Mai 2012, Austin
- 400 m Hürden: 51,58 s, 3. August 2021, Tokyo